# Église de la Sainte-Trinité, Kadıköy
Pour les articles homonymes, voir Église de la Sainte-Trinité.
Église Orthodoxe de la Sainte-Trinité (du grec: Ιερός Ναός Αγίας Τριάδος ; en turc: Aya Triada Kilisesi), est une église orthodoxe grecque située dans le district Kadıköy a Istanbul.
Construite en 1902 par le patriarche Joachim III de Constantinople et Yermanos qui était le métropolite de Kadıköy, l'église est de style néo-byzantin et néo-Renaissance. Les architectes du bâtiment sont G. Zahariadis et Belissarios Makropoulos. Le métropolite Yermanos est enterré dans le jardin de l'église.